# Mortites enarges
Mortites enarges är en insektsart som beskrevs av Günther 1935. Mortites enarges ingår i släktet Mortites och familjen Phasmatidae. Inga underarter finns listade i Catalogue of Life.